# RS-354
Pour les articles homonymes, voir Route 354.
La RS 354 est une route locale du Sud-Ouest de l'État du Rio Grande do Sul et de la mésorégion métropolitaine de Porto Alegre reliant la BR-116, dans la municipalité de Cristal à celle d'Amaral Ferrador. Elle dessert ces deux seules communes, et est longue de 37,560 km.